# 강원감영
강원감영(江原監營)은 대한민국 강원특별자치도 원주시에 있는 조선시대 관찰사의 업무 청사이다. 현재의 도청(道廳) 소재지 및 도청 건물에 해당한다.

## 역사적 사실로서의 감영
강원감영은 조선시대 강원도의 26개 부, 목, 군, 현을 관할하던 강원도 관찰사의 소재지이다. 따라서 감영이 있던 원주는 강원도 지방의 행정 중심지로 기능하였다. 1395년(태조 4년)에 처음 감영이 설치되었으며, 1895년(고종 32년)에 8도제 종식되고 새로 23부제가 실시될 때까지 약 500년 동안 존속하였다.

### 감영 시설
강원감영에는 대표적으로 다음과 같은 같은 건물이 있었다.
- 선화당(宣化堂) : 종2품 관찰사 업무 공간
- 청음당(淸陰堂) : 관찰사를 보좌하는 종5품 도사(都事)의 업무 공간
- 대은당(戴恩堂) : 관찰사 가족의 생활 공간인 내아(內衙)의 중심 건물
- 관풍각(觀風閣) : 감영 후원의 연못에 있던 누각
- 봉래각(蓬萊閣) : 감영 후원의 연못에 있던 누각
- 영리청(營吏廳) : 감영에서 일하는 아전의 업무 공간
- 포정문(布政門) : 감영 정문[2]

### 감영 인근 시설
- 객사(客舍) : 각종 의례를 행하거나 감영을 방문한 관원의 숙박 용도로 사용되던 건물[3] (감영 북동쪽에 인접)
- 중영(中營) : 감영 소속 군사를 지휘하는 정3품 중군(中軍)의 지휘 공간 (감영 북쪽에 인접)
- 이아(貳衙) : 감영이 있는 원주의 행정을 담당하던 관아 공간[4] (감영 남동쪽 약 200미터 거리에 위치)
- 4대문 : 원주 고을의 동, 서, 남, 북 4개 문[5]
- 어서비각(御書碑閣) : 인조 임금의 아내인 인열왕후(仁烈王后)가 태어난 것을 기념하는 비각[6] (감영 동남동쪽 약 300미터 거리에 위치)

## 문화재로서의 감영
2002년 3월 9일 대한민국의 사적 제439호 원주강원감영지로 지정되었다. 이후 2011년 7월 28일 원주 강원감영으로 사적 명칭이 변경되었다.
원주시에서 매년 10월에 강원감영제를 개최하고 있는데, 강원감영제 기간에 감영 안으로 들어가 행사에 참여하거나 기념품 또는 먹거리를 구입하려면 행사 기간 동안에 화폐 용도로 사용되는 상평통보로 환전해야 한다.

### 현재의 감영 건물
감영의 규모는 선화당(정청)을 비롯하여 재은당, 포정루, 동서남북의 4대문, 객사 및 각급 관아 부속건물 등 31동 건물이 있었으나 원주시 청사, 재향군인회관 등이 생기면서 그 모습을 잃어 버려 현재는 선화당, 포정루(대문), 청운당(내아) 등의 건물만이 남아 있다. 2000년대에 들어 실시된 발굴조사 결과에 따르면 중삼문터, 내삼문터, 공방고, 책방터로 추정되는 건물터와 포정루에서 중삼문터와 내삼문터를 거쳐 선화당으로 이어지는 보도, 선화당을 중심으로 하여 외곽으로 둘러쳐진 담장터, 행각터 등이 비교적 잘 남아 있었다. 뿐만 아니라 선화당 뒤편에 있는 연못터인 방지의 호안석축 등이 비교적 양호한 상태로 잘 남아 있다.
강원감영지(址)는 선화당, 포정루, 청운당 등 당시의 건물이 원래의 위치에 잘 남아 있고, 중삼문, 내삼문, 공방고터, 책방고, 보도, 담장, 행각 등이 있던 흔적과 같은 관련 유구가 비교적 잘 남아 있다. 또한 강원감영 이전의 관아 건물터 등이 그 아래층에 그대로 잘 남아 있다는 점에서 우리나라 관아 건축의 연구에 중요한 자료를 제공하는 유적이다.

## 갤러리
- 강원감영 후원의 야경
- 강원감영 후원 야경
- 강원감영 후원
- 원주 강원감영 포정루
- 원주 선화당
- 채은당
- 책방
- 송덕비가 세워진 곳
- 내삼문 (3번째 문)
- 중삼문 (2번째 문)

## 같이 보기
- 원주 강원감영 포정루 (강원도 유형문화재 제3호)
- 원주 선화당 (국가 지정 문화재 보물)
- 감영

## 참고 자료
- 강원감영 - 국가유산청 국가유산포털